# Haltestelle Schaanwald

Die Haltestelle Schaanwald war eine Betriebsstelle der Bahnstrecke Feldkirch–Buchs in Liechtenstein. Sie war neben Schaan-Vaduz, Nendeln und Forst Hilti eine von vier Bahnstationen des Landes und wurde zum Fahrplanwechsel am 11. Dezember 2011 aufgelassen.
Das erhaltene Stationsgebäude an der Sägenstrasse 6 in Schaanwald liegt bahnlinks in einem Rechtsbogen und steht seit dem 15. Dezember 1998 unter Denkmalschutz (Identifikator 5512.0112). Es ist ein typischer Vertreter jener Stationsgebäude, die Anfang des 20. Jahrhunderts entlang österreichischer Bahnstrecken entstanden.

## Geschichte

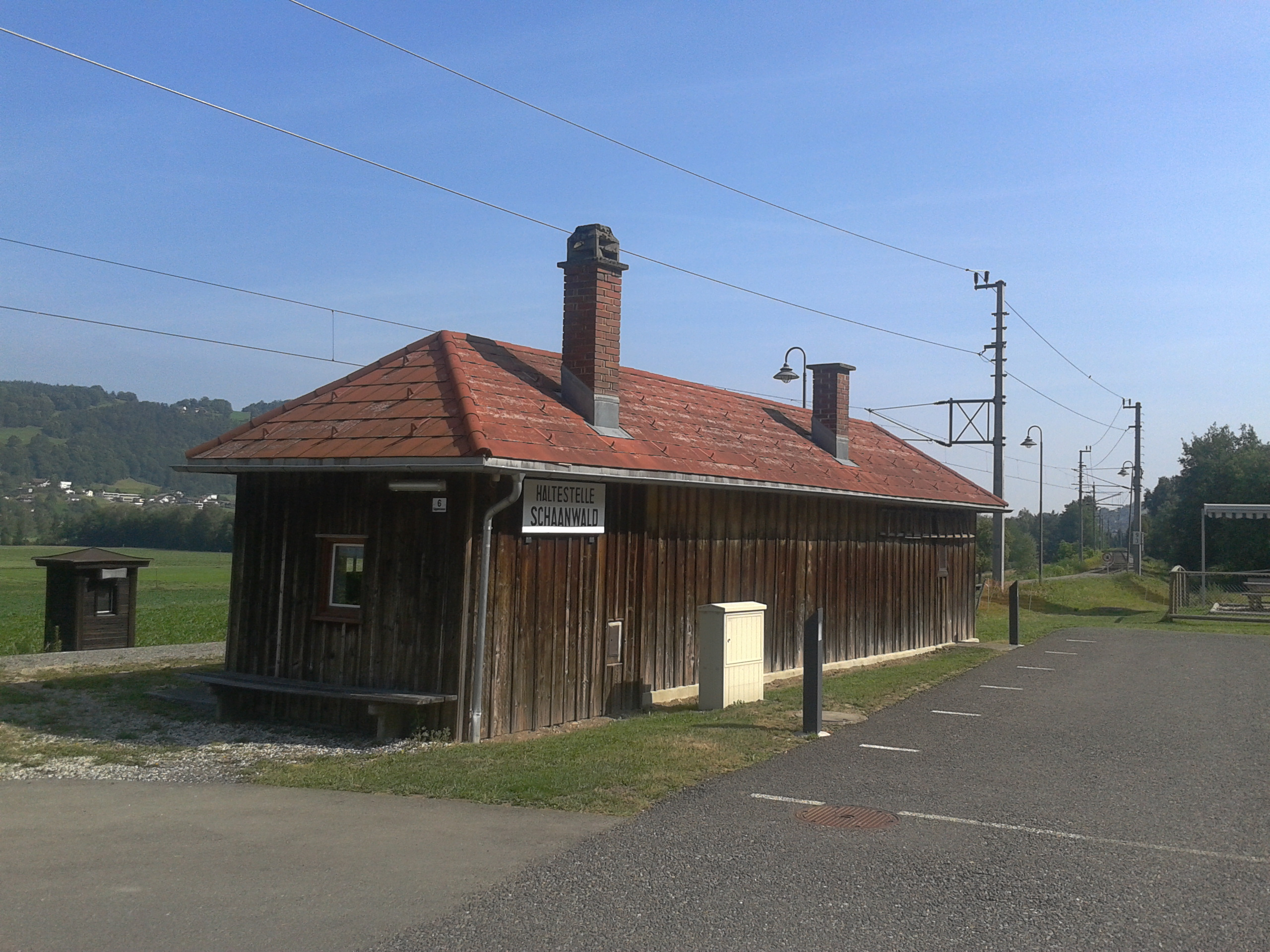
Strassenseite

1902 genehmigte das k.k. Ministerium für Handel und Volkswirtschaft den damaligen k.k. Staatsbahnen die nachträgliche Einrichtung der Haltestelle Schaanwald an der bereits seit 1872 betriebenen Strecke. Sie wurde zunächst ohne Gebäude errichtet und am 15. Oktober 1902 in Betrieb genommen. Daneben befand sich das Wohnhaus des Bahnwärters, das Haus Nummer 8. 1927 wurde ein erster Plan für ein Stationsgebäude präsentiert. Im Jahre 1928 erfolgte schliesslich dessen Bau in verkleinerter Form.
Unter dem Baumeister Anton Jäger entstand eine eingeschossige Fachwerkkonstruktion mit Walmdach, die sich über einen langen, rechteckigen Grundriss erstreckt und zum Gleis hin einen Giebel aufweist. Der 13,50 Meter lange und drei Meter breite Holzbau verfügte über einen geschlossenen Warte- und Bahndienstraum, einen eigenen Raum für die Zollabfertigung, ein Vorratslager für Holz und Kohle sowie eine getrennte Damen- und Herrentoilette an der Stirnseite.
Seit 1988 ist die Haltestelle nicht mehr mit einem Bahnwärter besetzt. Im Oktober 1997 erwarb die Gemeinde Mauren das Stationsgebäude und restaurierte es. 2008 hielt in Schaanwald täglich nur noch ein Zug je Richtung, im Jahr 2010 nur ein einziger Zug aus Buchs SG in Richtung Feldkirch.
Im Rahmen eines Infrastrukturvertrages mit den Österreichischen Bundesbahnen wurde im März 2011 die Modernisierung der Stationen in Liechtenstein beschlossen, darunter auch Schaanwald. Unter anderem sollte der Bahnsteig zwecks stufenlosem Einstieg in die Züge erhöht werden. In einer Volksabstimmung am 30. August 2020 lehnte die Liechtensteiner Bevölkerung allerdings die Aufnahme eines Kredites für das Projekt einer S-Bahn Liechtenstein ab, sodass die Finanzierung und die Umsetzung nun offen sind. Letztlich wurde nach Schliessung der Haltestelle der Bahnsteig abgerissen, ein Metallgitterzaun trennt seither das Stationsgebäude vom Gleis.